# Liberland
Liberland, ufficialmente Repubblica Libera di Liberland, è una micronazione che rivendica una piccola area golenale sulla riva occidentale del Danubio, al confine tra la Croazia e la Serbia, conosciuta come Gornja Siga. È stata proclamata il 13 aprile 2015 dal politico e attivista libertariano ceco Vít Jedlička, membro del Partito dei Liberi Cittadini.
La micronazione nasce nell'ambito della disputa confinaria tra Croazia e Serbia, che fa sì che alcune aree ad est del Danubio siano rivendicate sia dalla Serbia che dalla Croazia, mentre alcune piccole aree ad ovest, compresa l'area rivendicata dal Liberland, non sono rivendicate da nessuno dei due paesi, pur essendo di fatto sotto controllo croato.
L'area si estende su 7 km quadrati, più o meno la stessa estensione di Gibilterra. Il Liberland non ha ottenuto alcun riconoscimento diplomatico da parte di stati sovrani, ma ha instaurato relazioni diplomatiche con il Malawi e con il Somaliland (Stato non riconosciuto dalla comunità internazionale).
L'autoproclamata micronazione è stata invasa dalle autorità croate il 21 settembre 2023.

## Storia

### Proclamazione
Vít Jedlička e i suoi sostenitori proclamarono la repubblica il 13 aprile 2015 a Gornja Siga con la cerimonia dell'alzabandiera. Jedlička rivendica il territorio sulla base del principio della terra nullius, sostenendo che i suoi confini siano coerenti con le rivendicazioni croate e serbe e non violino la sovranità di altri Stati. Nell'aprile 2015 annunciò l'invio di una nota diplomatica ufficiale a Croazia e Serbia, e in seguito a tutti gli altri Stati, con richiesta formale di riconoscimento internazionale.
Il 20 aprile 2015 Jedlička tenne una conferenza alla Scuola di Economia di Praga sostenendo che Liberland soddisfa i requisiti della Convenzione di Montevideo per considerarsi uno Stato (popolazione permanente, territorio definito, governo esclusivo, capacità di relazione con altri stati).
Il 18 dicembre 2015 presentò il primo governo provvisorio, con i ministri delle finanze, degli esteri, degli interni e della giustizia, e due vicepresidenti.

### Accesso alla zona
Le autorità croate hanno bloccato più volte l'accesso alla zona già da inizio maggio 2015. Nell'agosto 2023 la polizia croata ha consentito a piccoli gruppi di Liberlanders di effettuarvi brevi visite durante le ore diurne, previa verifica dei passaporti all'ingresso e all'uscita dal territorio.
Nel maggio 2015 Jedlička e il traduttore Sven Sambunjak furono brevemente arrestati dalla polizia croata dopo aver tentato di attraversare il confine. Jedlička trascorse una notte in carcere e fu poi condannato a una multa per l'attraversamento illegale della frontiera croata, ma interpose appello. Giorni dopo fu arrestato di nuovo. Anche ai giornalisti, che in un primo momento avevano potuto accedere al territorio con Jedlička, fu poi impedito l'ingresso, lasciando fuori anche Radio-Televizija Vojvodine e il quotidiano bosniaco Dnevni avaz.
Oltre a Jedlička furono arrestate persone di vari paesi, tra cui Irlanda, Germania, Danimarca e Stati Uniti, e la polizia croata continuò poi ad arrestare anche chi accedeva alla zona in barca. Suscitò proteste in Danimarca la vicenda dell'attivista Ulrik Grøssel Haagensen, sottoposto a cinque giorni di arresti domiciliari e poi condannato a quindici giorni di reclusione.
I fautori di Liberland hanno fondato un campo base sulla riva sinistra del fiume, in territorio serbo, da cui forniscono aiuto a chi intende entrare a Gornja Siga per via fluviale previa iscrizione alla Liberland Settlement Association.
Nel maggio 2016 furono rese pubbliche diverse sentenze d'appello del giudice croato. La corte aveva confermato che l'attraversamento del confine dalla Croazia è illegale, ma ritenuto ingiuste le condanne per l'accesso alla zona dalla Serbia. Secondo il giudice d'appello, la corte di primo grado era incorsa in una violazione essenziale del procedimento per i reati contravvenzionali e in violazioni altrettanto essenziali della procedura. La corte aveva poi ritenuto erronea e incompleta la ricostruzione dei fatti del pubblico ministero, da cui un'errata applicazione del diritto sostanziale. Aveva perciò ordinato la ripetizione del processo accogliendo sei ricorsi su sette e chiedendo al giudice di prima istanza di determinare la posizione del confine e del valico di frontiera.
Nel 2017 circa cinquanta attivisti tentarono di raggiungere l'isola dal Danubio per celebrare il secondo anniversario della proclamazione della repubblica, ma l'accesso fu impedito dalla polizia croata.
Nell'aprile 2023 lo youtuber Nikolas Omilana e un suo collaboratore hanno oltrepassato il blocco della polizia di frontiera croata con delle moto d'acqua, piantando una bandiera nel territorio.
Il 6 agosto 2023 è stata annunciata l'apertura della frontiera con la Croazia.
In seguito, sono cresciute sia le richieste di cittadinanza che quelle effettivamente accettate e sono stati presentati svariati piani per l'amministrazione di Liberland e per la costruzione di edifici nel piccolo territorio.
Durante la pandemia di COVID-19 del 2019-2021, Liberland, tramite il Liberland Response Center, ha distribuito 600 visiere protettive come aiuti umanitari in Croazia.
Tra il 21 e 22 settembre 2023, la polizia croata ha invaso e demolito le strutture e gli edifici presenti nella golena di Gornja Siga.

## Geografia
Gornja Siga è un'area golenale sulla riva destra del Danubio, senza infrastrutture. Il toponimo Gornja Siga è una combinazione della parola ungherese Sziga (isola) e di quella serbo-croata gornja (superiore). Quest'area venne creata nel XIX secolo dai lavori di rettificazione del corso del fiume svolti dall'Austria-Ungheria, che all'epoca governava su entrambe le sponde, per favorire il traffico fluviale. Dopo la prima guerra mondiale, l'intera area passò al Regno dei Serbi, Croati e Sloveni (poi Jugoslavia), ma fu solo nel 1945, con la nascita della Repubblica Socialista Federale di Jugoslavia e delle sue entità federali, che venne tracciato un confine tra Vojvodina e Croazia lungo il corso del fiume, in occasione della terza riunione dell'AVNOJ. Già all'epoca venne sollevata la questione su dove esattamente andasse fissato il confine, ma tale decisione venne rimandata a un'occasione successiva. In seguito alla dissoluzione della Jugoslavia, nel 1991 con la Commissione Arbitrale della Conferenza sulla Jugoslavia si sancì la trasformazione dell'ex confine amministrativo tra le due repubbliche in confine internazionale. Dalla conclusione della guerra civile jugoslava nel 1995 ne è nata quindi una disputa confinaria tra Croazia e Serbia: quest'ultima rivendica un confine lungo il corso attuale del fiume, mentre la Croazia sostiene che andrebbero seguiti i confini dei vecchi comuni catastali asburgici, che naturalmente seguivano il corso anteriore ai lavori di rettificazione. Sulla riva sinistra del fiume vi sono quindi aree, collocate tra l'attuale corso del fiume e i confini catastali, che sono rivendicate da entrambi i paesi; mentre sulla riva destra ve ne sono altre, molto più piccole, che non sono rivendicate da nessuno dei due stati, di cui Gornja Siga è la maggiore. Dopo la costituzione di Liberland altri gruppi hanno rivendicato la sovranità sulle altre aree più piccole sulla riva destra del fiume.
L'area è di circa 7 chilometri quadrati e la maggior parte è coperta da foreste. Non ci sono residenti. Un giornalista del quotidiano ceco Parlamentní listy, che ha visitato la zona nell'aprile 2015, ha trovato una casupola abbandonata da circa trenta anni, secondo le persone che vivono nelle vicinanze. È stato segnalato che la strada di accesso è in cattive condizioni. La casupola è stata poi demolita nel 2017.

## Reazioni pubbliche
Alcuni media dubitano della serietà della rivendicazione di Jedlička e la giudicano una trovata pubblicitaria.
Intervistato da Parlamentní Listy nell'aprile 2015, Jedlička sostiene di aver ricevuto apprezzamenti per l'iniziativa, soprattutto dallo stesso Partito dei Liberi Cittadini di cui era presidente regionale, ma anche da membri del Partito Democratico Civico e del Partito Pirata Ceco.
Petr Mach, leader del Partito dei Liberi Cittadini, ha espresso sostegno all'idea di Jedlička ma ha precisato non trattarsi di un'iniziativa del partito.
Dominik Stroukal, della filiale ceca e slovacca dell'Istituto Ludwig von Mises, ha scritto in proposito: «A Vít è riuscita una bravata. Adesso tutto il mondo racconta di Liberland usando termini come concorrenza fiscale, libertarianismo, eccetera".
Goran Vojković, docente di diritto ed editorialista del portale croato Index.hr, ha definito Liberland un "circo che minaccia il territorio croato", e ha sostenuto che il clamore che il progetto ha attratto sulla disputa di confine rischi di indebolire le pretese croate sui territori oltredanubiani.
Nel 2016 un articolo su Stratfor ha così riassunto l'iniziativa: "Liberland è un caso curioso perché, in linea di principio, nessuno degli attori che potrebbero rivendicarne il controllo sembra interessato a farlo. Ma rimarrà probabilmente una curiosità con conseguenze internazionali trascurabili. L'uso della forza e la diplomazia resteranno i principali strumenti di rivendicazione territoriale nel mondo."

## Status legale
Esperti legali in Serbia e Croazia hanno affermato che, in base al diritto internazionale, Jedlička non ha il diritto di rivendicare l'area, che è attualmente oggetto di una disputa tra i due Paesi. Croazia e Serbia hanno respinto le affermazioni di Jedlička come "frivole", sebbene i due paesi abbiano reagito in modi diversi. Il 24 aprile 2015, il ministero degli affari esteri serbo ha dichiarato che, anche se considerano la faccenda una questione banale, il "nuovo Stato" non viola il confine serbo, che corre lungo il corso del Danubio. Il ministro degli esteri croato ha dichiarato che la disputa confinaria tra i due paesi non implica la presenza di una terra nullius e che quindi l'area dovrebbe essere assegnata, dopo un arbitrato internazionale, alla Croazia o alla Serbia, non a terze parti.
La principale motivazione usata da Jedlička a supporto dell'indipendenza dello stato sulla base del diritto internazionale è il principio giuridico della terra nullius. Esso giustifica la rivendicazione di un territorio da parte di uno stato sulla base del fatto che tale territorio risulta disabitato e non risulta rivendicato da altri. Secondo i rappresentanti della micronazione infatti, Gornja Siga ricadrebbe in tale categoria in quanto dal 1991 non risulta rivendicata né dalla Serbia, né dalla Croazia. In base a questa argomentazione Liberland nel 2017 ha presentato la domanda di adesione alle Nazioni Unite.
Diversi studiosi di diritto internazionale di vari paesi hanno esaminato la richiesta di Liberland di dichiararsi come Stato secondo i criteri della Convenzione di Montevideo e del principio della terra nullius. Secondo Gabriel Rossman, "l'insistenza della Croazia sul fatto che Liberland faccia parte della Serbia potrebbe costituire una rinuncia ai diritti legali della Croazia nei confronti di Liberland. Dall'altra parte, se il territorio che Liberland rivendica come proprio è serbo, la rinuncia del governo serbo al suo titolo in quella terra potrebbe essere un quitclaim (fine della rivendicazione) che trasformerebbe lo stato giuridico della terra in terra nullius. In entrambi i casi, il territorio sarebbe appartenuto alla prima entità - in questo caso il Liberland - a rivendicarlo. Tuttavia, a causa della complicata storia del confine Croazia-Serbia, può essere difficile accertare a chi appartiene la terra ai sensi del diritto internazionale."
Christopher Balch invece ha sottolineato che, se è opinione diffusa che, oltre ai principi delineati dalla Convenzione di Montevideo, per poter definire uno stato sia necessaria anche l'indipendenza da altri stati e un'effettiva sovranità sul territorio, Liberland rispetti anche tali condizioni, in quanto il suo territorio non è rivendicato da altri. Gli ostacoli posti dalla polizia croata all'accesso all'isola sarebbero dunque potenzialmente delle violazioni del diritto internazionale e le Nazioni Unite dovrebbero riconoscere Liberland.
Secondo Joseph Nyangaga, Liberland rispetta sia i requisiti fissati dalla Corte internazionale di Giustizia in un suo parere del 1975 sullo status legale del Sahara occidentale per poter considerare un territorio terra nullius (territorio disabitato, non occupato da altri stati e occupato pacificamente dall'entità che lo rivendica), sia quelli fissati dalla Convenzione, ma la rivendicazione non risulterebbe valida poiché effettuata da un individuo, che non è un soggetto di diritto internazionale.

## Ideologia
L'intero progetto di Liberland nasce come espressione del libertarismo di destra. La creazione di "enclave libertarie" costituisce infatti una delle classiche utopie di tale movimento. L'iniziativa ha quindi profondi legami con i diversi movimenti di questo tipo a livello internazionale. Se il gruppo non è riuscito a organizzare conferenze internazionali libertariane direttamente sull'isola, è riuscito però a organizzarne nella vicina città ungherese di Baja e nel campo base sulla riva serba del Danubio di fronte a Gornja Siga. Il gruppo promotore ha inoltre legami con movimenti libertari americani dell'alt-right come i Tea Party, e con i movimenti a sostegno di Donald Trump, oltre che con figure politiche di altri paesi come Beppe Grillo.
Liberland sostiene di costituire il primo "cyber-stato". I diritti di risiedere nel paese sono concessi via internet, e ha rivendicato il diritto di poter formare un governo e un parlamento anche in assenza di un effettivo controllo dell'isola. Per questo motivo alcuni studiosi lo hanno incluso tra i casi di "stati privati". Ciò è tuttavia in apparente contrasto con la rivendicazione di una precisa area territoriale sulla base di un principio giuridico di diritto internazionale. Per tale motivo alcuni studiosi hanno sostenuto che la rivendicazione territoriale sia in realtà un "camuffamento", un modo per rientrare nel modello dello stato classico, ma senza davvero aderirvi. Altri invece l'hanno ricondotto alle utopie di matrice trumpiana di fuga nell'irrealtà.

### Utopia di governo
| Ruolo                        | Nome             |
| ---------------------------- | ---------------- |
| Presidente                   | Vít Jedlička     |
| Vicepresidente               | Boguslav Wozniak |
| Segretario di Stato          | Tariq J. Abbasi  |
| Ministro delle Finanze       | Ali Kassab       |
| Ministro degli Affari esteri | Thomas D. Walls  |

È stato suggerito un governo con 10 o 20 membri per l'amministrazione di Liberland, eletto con voto elettronico. Liberland intende operare su una politica di frontiere aperte. L'obiettivo della micronazione, come affermato dal suo sito web, è quello di creare "una società in cui i giusti possano prosperare con regolamenti e tasse statali minime". L'obiettivo è quindi quello di creare un paradiso fiscale per attrarre investimenti. I fondatori sono ispirati da Stati come Monaco e Liechtenstein.
Liberland ha pubblicato un progetto di una Costituzione codificata e un elenco di leggi da includere in essa. Questi documenti descrivono Liberland come un Paese governato da un sistema a tre poteri con settori esecutivi, legislativi e giudiziari che cercano di promuovere i diritti individuali, compresi i diritti di proprietà, la libertà di parola e il diritto di possedere e portare armi. Ha anche un elenco di reati, tra cui "inquinamento ambientale", "disturbo pubblico" oltre a reati come omicidio, omicidio colposo e furto. Secondo i sostenitori del progetto il governo dovrà essere strutturato sulla base di un sistema di diversi "fornitori privati di servizi statali" in concorrenza tra loro.
Ci sono piani per una criptovaluta ufficiale chiamata Merit, sebbene tutte le altre valute sarebbero consentite. Ci dovrebbero essere al massimo di 700 milioni di Merit.
Nel 2017 è stato formato il primo partito politico del paese da parte di Pavel Pospisil, che è anche console onorario di Liberland in Svizzera.
Inoltre è stato pubblicato un futuro catasto di Liberland. In esso sono rappresentate le diverse infrastrutture e le diverse destinazioni d'uso dell'area rivendicata, tra cui un porto e un eliporto, oltre ovviamente a strade, edifici pubblici e privati e così via, comprese naturalmente le ambasciate estere. La città si chiamerebbe Liberpolis. I sostenitori del progetto ipotizzano anche la nascita di un aeroporto internazionale, che nascerebbe dalla ristrutturazione dell'ex aeroporto militare di Sombor, situato in territorio serbo a dieci chilometri da Gornja Siga.
Nel tentativo di ottenere il riconoscimento presso le Nazioni Unite, Liberland ha nominato 70 rappresentanti in oltre 60 Paesi entro un anno dalla proclamazione. A febbraio 2018, Liberland oltre 100 rappresentanti in oltre 80 Paesi. L'organizzazione è dotata di una sede centrale a Praga e di sedi di rappresentanza a Ixelles, in Belgio, e a San Crostobal, in Venezuela.

### Cittadinanza
Secondo la sua pagina web ufficiale, Liberland è attualmente alla ricerca di persone che rispettino le altre persone e le loro opinioni, indipendentemente da razza, etnia, orientamento o religione, che rispettino la proprietà privata e non siano state punite per reati in passato. Liberland ha ricevuto 200.000 domande di cittadinanza in una settimana. All'inizio di maggio 2015, Liberland aveva accettato una trentina di cittadini. Un evento avrebbe dovuto svolgersi nel territorio dichiarato, ma la polizia di frontiera croata ha impedito al gruppo di entrarvi dalla parte croata. Un tentativo di attraversare il fiume con pescherecci dalla Serbia fallì perché i pescatori locali non avevano i permessi per trasportare persone con le loro barche. La polizia serba ha informato Jedlička che chiunque tentasse di attraversare illegalmente il confine sarebbe stato arrestato. Una cerimonia improvvisata si tenne invece a Bački Monoštor, paese serbo vicino a Liberland.
Il 16 febbraio 2018, il politico ed ex candidato libertario alla presidenza degli Stati Uniti Ron Paul è stato presentato ufficialmente con un passaporto e certificato di cittadinanza di Liberland da Jedlička e dal suo gabinetto
Inizialmente Jedlička offrì la "cittadinanza di Liberland" a 10.000 Merit, equivalenti a 10 000 dollari, ma in seguito ridusse la cifra a 5 000 Merit. Ci sarà un limite di 140 000 cittadinanze.
Ad aprile 2020, le richieste dichiarate sul sito ufficiale ammontano a 500 000 e i cittadini dichiarati a 1 000.

## Riconoscimento

### Dichiarazioni ufficiali da Stati sovrani
- Croazia: Liberland è stata menzionata dal ministero degli affari esteri ed europei della Croazia, ma pubblicamente respinta come uno scherzo[78]. Il 29 giugno 2015 il ministero degli affari esteri croato ha dichiarato che lo status di Gornja Siga è indeterminato, ma non è terra nullius e, dopo un arbitrato internazionale, sarà assegnato alla Croazia o alla Serbia, non a terzi[61]. Tuttavia, in una lettera del maggio 2016 al ministro degli interni croato Vlaho Orepić, il ministro degli affari esteri ed europeo croato Miro Kovač ha definito il Liberland "un'idea provocatoria che ha raggiunto proporzioni serie" che "rappresenta un rischio per la Repubblica di Croazia". La lettera chiedeva di trovare una soluzione per "rimuovere la promozione e i tentativi di realizzazione dell'idea di Liberland", raccomandando che "Ministero dell'interno, Agenzia di sicurezza e intelligence (SIA), Ministero della giustizia e Ministero degli affari esteri ed europei coordinano le misure necessarie e le loro azioni, in modo che questa idea provocatoria possa essere fermata."[79] Il 17 gennaio 2017, Liberland è stato discusso nel parlamento croato (Sabor) dal politico Ivan Pernar del partito Živi Zid, il quale ha affermato che la Croazia dovrebbe prendere in considerazione il riconoscimento della micronazione[80].
- Serbia: il ministero degli affari esteri serbo ha dichiarato che Liberland non viola il confine con la Serbia, ma il progetto è visto come "frivolo"[60].
- Egitto: il ministero degli affari esteri egiziano ha messo in guardia le persone sulla possibilità di truffe sul Liberland dirette a persone in cerca di lavoro all'estero. "Gli egiziani dovrebbero chiedere informazioni al ministero degli esteri piuttosto che ai social media prima di viaggiare per lavoro"[81]
- Repubblica Ceca: il ministero degli affari esteri ceco si è dissociato dalle attività di Jedlička, affermando che non ha nulla a che fare con loro. Il ministero ha aggiunto che "Il sig. Jedlička, così come altri cittadini cechi che soggiornano nel territorio della Croazia o della Serbia, è tenuto a rispettare il codice legale locale. La Repubblica Ceca considera le attività del sig. Jedlička inadeguate e potenzialmente dannose".[82] Tramite l'Ambasciata della Repubblica Ceca a Zagabria, ha avvertito che gli sforzi per creare un nuovo Stato "non hanno basi nel diritto internazionale" e che "nel territorio della Croazia, anche i cittadini della Repubblica Ceca, così come altri stranieri, sono obbligati ad aderire al codice legale croato, incluso l'attuale regime sul confine croato-serbo. Attraversare il confine croato (cioè la frontiera esterna dell'Unione Europea) al di fuori dei valichi di frontiera specificati, come viene fatto dai viaggiatori per il cosiddetto Liberland, è in chiara violazione del codice."[83]
- Polonia: il 24 luglio 2016, 7 membri del parlamento polacco (Sejm) di Kukiz'15, in collaborazione con attivisti locali di Liberland, hanno chiesto al ministro degli affari esteri Witold Waszczykowski quando la Polonia avrebbe riconosciuto la Repubblica Libera di Liberland come uno Stato indipendente[84], con un seguito ad agosto[85]. La risposta è stata che Liberland non soddisfa i criteri per essere uno Stato.[85]
- Malawi: a ottobre del 2022, il Malawi ha firmato un memorandum con Liberland, riconoscendo l'esistenza del microstato[86][87].

### Dichiarazioni ufficiali da Stati non sovrani
- Il Somaliland, uno Stato autodichiarato internazionalmente riconosciuto come una regione autonoma della Somalia[88], ha iniziato il processo di riconoscimento reciproco con il Liberland e ha iniziato la cooperazione su una serie di fronti[16][89][90][91][92].

### Dichiarazioni ufficiali di partiti politici
Numerosi partiti minori, la maggior parte senza rappresentanti eletti a livello nazionale, hanno espresso sostegno alla creazione di Liberland.
- Il parlamentare polacco Korwin-Mikke[93] è tra gli autori della Costituzione del Liberland;
- Repubblica Ceca: il 20 maggio 2015, il leader del Partito dei Liberi Cittadini Petr Mach ha espresso il suo sostegno alla creazione di Liberland[53];
- Svizzera: il 16 aprile 2015 il partito up! Svizzera (Unabhängigkeitspartei) ha sostenuto la creazione di Liberland e ha chiesto il riconoscimento di Liberland da parte del governo svizzero[94];
- Spagna: il 31 maggio 2015 il Partito Libertario spagnolo ha espresso sostegno per la creazione di Liberland[95].
- Turchia: il Partito Liberal Democratico (LDP) ha riconosciuto Liberland come uno Stato indipendente[96];
- Canada: il 19 febbraio 2018 il Partito Libertario canadese ha espresso il proprio sostegno alla creazione e al riconoscimento di Liberland[97]
- Stati Uniti: a dicembre 2018, il Partito Libertario degli Stati Uniti ha espresso il proprio sostegno alla creazione e al riconoscimento di Liberland[98][99].

### Dichiarazioni da altri progetti di micronazione
Alcune micronazioni hanno espresso sostegno all'idea di Liberland.
- Il Regno del Nord Sudan, che rivendica l'area di Bir Tawil al confine tra Egitto e Sudan, ha riconosciuto Liberland[56][100].
- Il Regno di Enclava, che rivendica parte della controversa sacca a nord di Liberland[101], ha riconosciuto Liberland[56].
- Il Principato di Sealand ha indicato il loro sostegno al Liberland[102][103].

### Dichiarazioni di organizzazioni
Il 16 aprile 2017 Bitnation ha annunciato una partnership con Liberland.
Il 20 aprile 2017 Liberland ha presentato domanda di ammissione all'UNPO. La domanda è stata presentata e difesa ufficialmente un mese dopo a Bruxelles, in Belgio. Nel giugno 2017, una delegazione del Liberland è stata invitata ad osservare i lavori della 13ª Assemblea Generale durante la quale sono stati eletti il Presidente e i membri della presidenza.